# Neopetrolisthes alobatus
Neopetrolisthes alobatus is een tienpotigensoort uit de familie van de Porcellanidae. De wetenschappelijke naam van de soort is voor het eerst geldig gepubliceerd in 1926 door Laurie.